# Dolores Olmedo
Maria Dolores Olmedo (* 14. Dezember 1908; † 27. Juli 2002 in Mexiko-Stadt) war eine mexikanische Geschäftsfrau und Kunstmäzenin. Ihr voller Name war Maria de los Dolores Olmedo y Patiňo Suarez.

## Kontakte zu Rivera und Kahlo
Olmedo hatte bereits in ihrer Jugend Kontakt zu dem Maler Diego Rivera. Sie blieb bis zu seinem Tod mit ihm befreundet. Sie wurde von ihm auf mehreren seiner Gemälde abgebildet. Auf Anregung von Rivera kaufte Dolores Olmedo dazu Gemälde seiner Ehefrau Frida Kahlo an, deren Werke dadurch erstmals einem größeren Personenkreis publik wurden. Rivera machte Olmedo vor seinem Tod zur Verwalterin seines Vermögens. Auf seinen Wunsch wurde sie auch Direktorin seines Museums Anahuacalli (in San Angel). Dies galt auch für die Casa Azul (Geburts-, Sterbe- und Wohnhaus von Frida Kahlo).

## Museumsgründung
Im Jahre 1962 erwarb Olmedo das Gebiet der ehemaligen Hazienda La Noria mit dort befindlichen Ruinen aus dem 16. Jahrhundert. Sie restaurierte die Ruinen und gestaltete sie zu Ausstellungsräumen um, die ihre immer mehr anwachsende Sammlung aufnehmen sollten.
In der Dauerausstellung werden neben einer umfangreichen Sammlung von Werken von Diego Rivera und Frida Kahlo auch Arbeiten der russisch-französischen Malerin und Bildhauerin Angelina Beloff ausgestellt. Mit dieser Künstlerin hatte Rivera während seiner Zeit in Paris eine Beziehung. Außerdem werden Belege mexikanischer Volkskunst gezeigt. Dazu gehören gewebte Stoffe, Keramikwaren und bunte Lebensbäumen. Auch die charakteristischen kostümierten Skelettfiguren, sind zu sehen, die besonders am „Tag der Toten“ eine zentrale Bedeutung haben. Auch präkolumbische Ausgrabungsstücke  sind ausgestellt.
Dolores Olmedo  hat ihre Sammlung schon zu Lebzeiten dem mexikanischen Volk vermacht. Seit dem Jahr 1994 sind die Ausstellungsräume und der umgebende Garten für die Öffentlichkeit zugänglich. Dort befindet sich auch ihr Wohnhaus der Stifterin; ihre Privaträume können seit ihrem Tod ebenfalls besichtigt werden.
Dort finden sich Möbel, weitere Kunstobjekte (etwa aus Elfenbein, Porzellan, China-Lack) sowie verschiedene  Fotografien und Familienbilder.

## Publikation indigener Lieder
Olmedo sammelte über Jahrzehnte Lieder und Erzählungen verschiedener indigener Gruppen in Mexiko, übersetzte sie ins Spanische und publizierte sie. Besonders bekannt wurde das aus dem Nahuatl stammende Freiheitslied „Resistencia frente a la noche“ (hier Deutsch von Rolf Biermann):

Wir waren ohne Bestimmung
Ein Volk, vom Tode bedroht,
Die Mächtigen ohne Besinnung,
Von eigener Ohnmacht verroht.

Refrain:
Sammelt die besten im Lande
Das Joch der Lügen: zerbrecht‘s!
Es führt nur ein Weg aus der Schande,
Und dieser Weg, der führt nach rechts.

Jetzt stehen wir wieder zur Heimat
Und schüren zum Feuer die Glut
Der Liebe zum Land, lang verborgen,
Entfacht von Verzweiflung und Wut.

Und bald wird das Feuer erleuchten
All jene, die immer noch blind,
Verbrennen Dummheit und Laster,
Die nicht zu bekehren sind.

Das Lied wird heute auch in spanischer und zum Teil in englischer Sprache von verschiedenen Gruppen in Lateinamerika als politisches Widerstandslied gesungen.